# Психічний апарат
Асихічний апарат (нім. psychischer аpparat) — у психоаналітичній теорії термін належить до психічних структур і механізмів психіки. У «топографічній» моделі психіки Фрейда він стосується трьох систем — несвідомого, передсвідомого та свідомого. У своїй пізнішій «структурній моделі» Фрейд описав психічний апарат у термінах ідентифікації, его та супер-его.

## Визначення
Апарат, за визначенням Фрейда, включає передсвідомий, свідомий і несвідомий компоненти. З цього приводу Фрейд сказав:
Ми припускаємо, що психічне життя є функцією апарату, якому ми приписуємо характеристики протяжності в просторі і того, що він складається з декількох частин ід, его і супер-его.— Freud, An Outline of Psychoanalysis (1940)
Як психолог Зигмунд Фрейд використовував німецькі терміни psychischer Apparat і seeelischer Apparat, про функціонування яких він детально описує:
Ми уявляємо собі невідомий апарат, який обслуговує діяльність розуму, як інструмент, що складається з декількох частин (які ми називаємо "органами"), кожна з яких виконує певну функцію і має фіксоване, просторове відношення одна до одної: зрозуміло, що під "просторовим відношенням" - "попереду" і "позаду", "поверхневим" і "глибоким" - ми маємо на увазі, в першу чергу, уявлення про закономірну послідовність виконання функцій.— Freud, The Question of Lay Analysis (1926).
Фрейд запропонував психічний апарат як виключно теоретичну конструкцію, що пояснює функціонування розуму, а не неврологічну структуру мозку.
Це гіпотеза, як і багато інших у науці: найперші з них завжди були досить грубими. "Відкрита для перегляду", можна сказати в таких випадках... Цінність такої "фікції"... залежить від того, як багато можна досягти з її допомогою.— Freud, The Question of Lay Analysis (1926)
Модель Фрейда не займалася описом психічного життя в термінах фізичної субстанції:
Це не є предметом психологічного інтересу. Психологія може бути так само байдужа до цього, як, наприклад, оптика може бути байдужою до питання, з чого зроблені стінки телескопа - з металу чи з картону. Ми залишимо повністю в стороні "матеріальну" лінію підходу.— Freud, The Question of Lay Analysis (1926)
Психічний апарат контролює взаємозв'язок між апаратами всередині несвідомого (нейронні, мова та пам'ять), основними потягами людини та постійним потоком стимулів що виходять із зовнішнього світу щодня. Незважаючи на те, що це, здавалося б, пов'язане, Фрейд ніколи не уточнював, чи введення Ід, Его та Суперего мало на меті замінити або розширити психоаналітичну модель психічного апарату. Існує теорія, що це могло бути тимчасовим заповнювачем до концепції та публічного представлення таких ідей, як ідентифікація, его та суперего, роблячи його основою, на якій Фрейд міг продовжити своє розширення фізіологічної та психічної відповідності у відношенні на функціонування людини. Проте найбільш поширена думка серед психоаналітичного співтовариства полягає в тому, що модель психічного апарату була задумана Фрейдом як «ціле», в якому багато частин, таких як ідентифікація, его та суперего, функціонують у всьому, у пошуках насолоди та уникнення болю. Це слідування принципу задоволення розглядається як «центральний елемент в організації та структуруванні психічного апарату». Психоаналітик і теоретик Ганс Левальд стверджував, що взаємодія між зовнішнім світом і нашими внутрішніми системами, такими як психічний апарат і его, веде від плинних систем до високодиференційованих систем.